# Goraj
Gorajⓘ é um município no leste da Polônia. Pertence à voivodia de Lublin, no condado de Biłgoraj. É a sede da comuna urbano-rural de Goraj e da paróquia da Igreja Católica de Rito Latino de São Bartolomeu. Estende-se por uma área de 7,6 km², com 911 habitantes, segundo o censo de 31 de dezembro de 2021, com uma densidade populacional de 119,9 hab./km².
Historicamente, está localizado na Pequena Polônia (inicialmente na região de Sandomierz e depois na região de Lublin). A cidade obteve seu foral municipal antes de 1405. Perdeu seus direitos de cidade em 13 de janeiro de 1870. A cidade recebeu o estatuto de cidade novamente em 1 de janeiro de 2021.
De 1870 a 1954, a sede da comuna de Goraj ficava no condado de Zamość; desde 1923, no condado de Biłgoraj. Em 1 de abril de 1930, a comuna de Goraj foi abolida e Goraj foi incorporada à comuna de Frampol. Este regulamento foi revogado retroativamente em 29 de julho de 1939. Nos anos de 1954 a 1972, foi a sede da Gromada de Goraj e, a partir de 1973, novamente da comuna de Goraj. Nos anos de 1975 a 1998, a cidade pertenceu administrativamente à voivodia de Zamość.

## Toponímia
Goray em 1377, Goraj em 1581 − a localização montanhosa da área explica o nome topográfico, porque goraj, “lugar montanhoso”, vem de montanha, existem vários topônimos idênticos, por exemplo, perto de Czarnków, Łęczyca e Międzyrzecz. A entrada de 1377 informa sobre a variante de nome Łada (rio que flui por Goraj).

## História

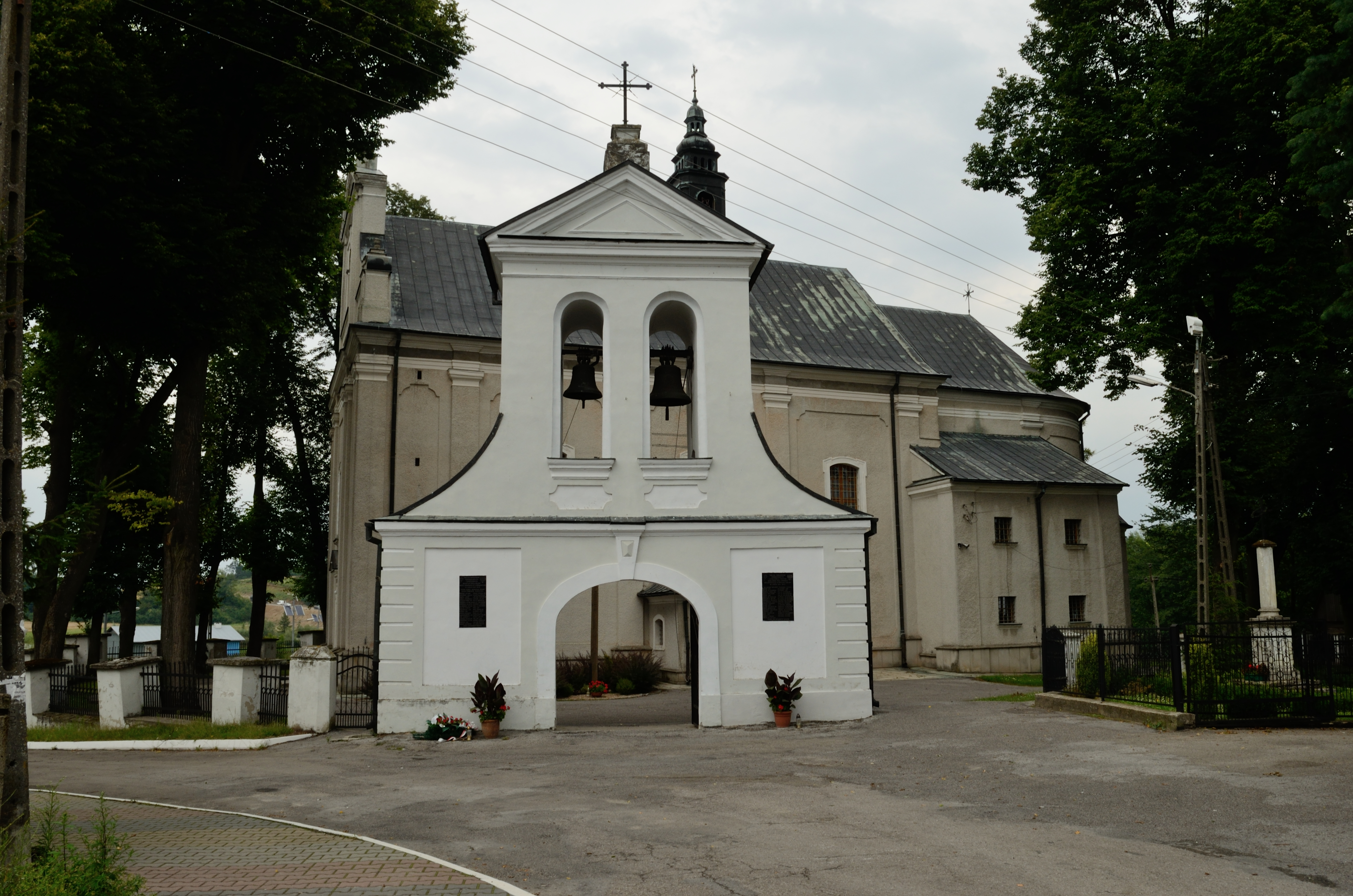
Igreja em Goraj

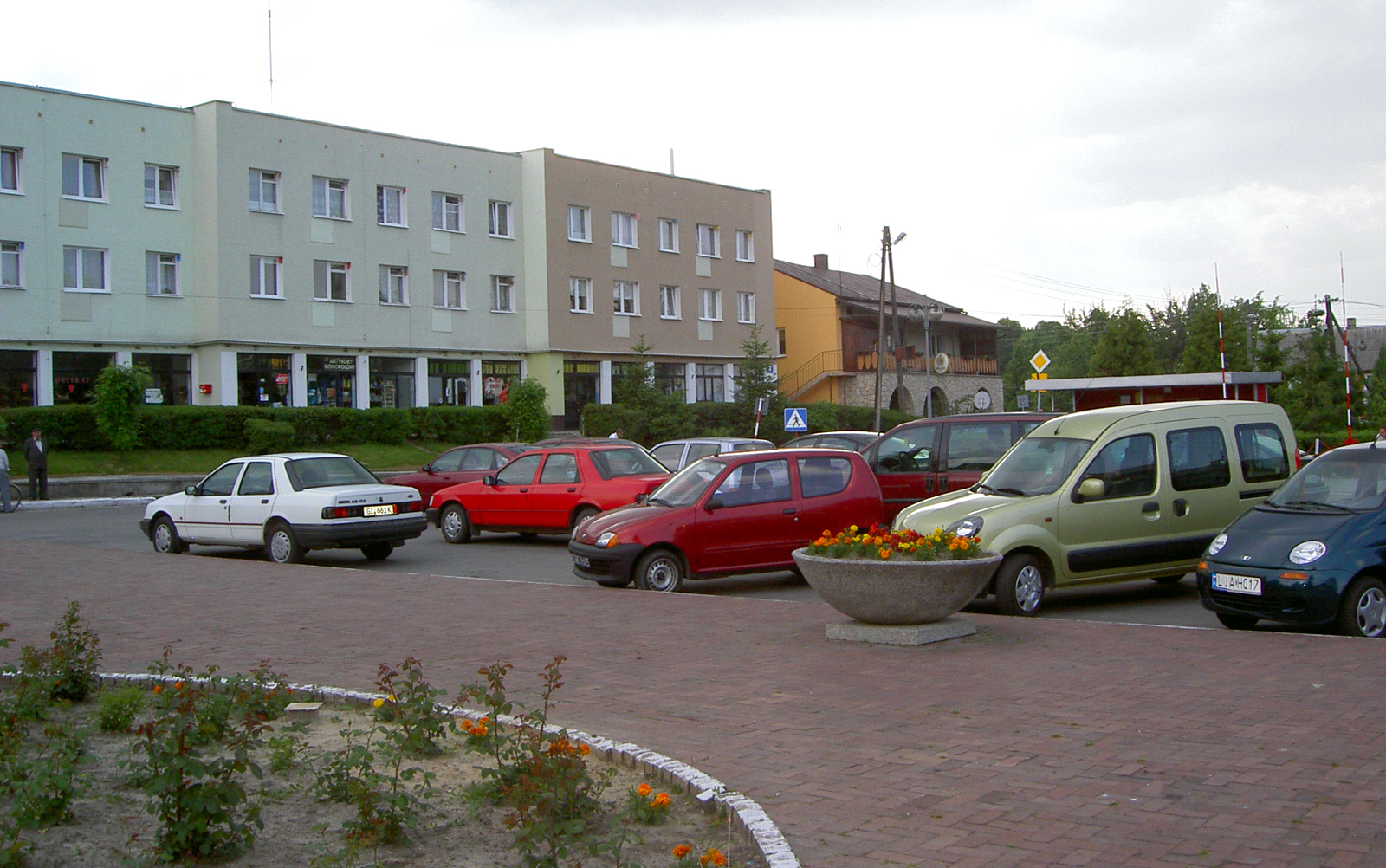
Blocos de apartamentos na praça principal

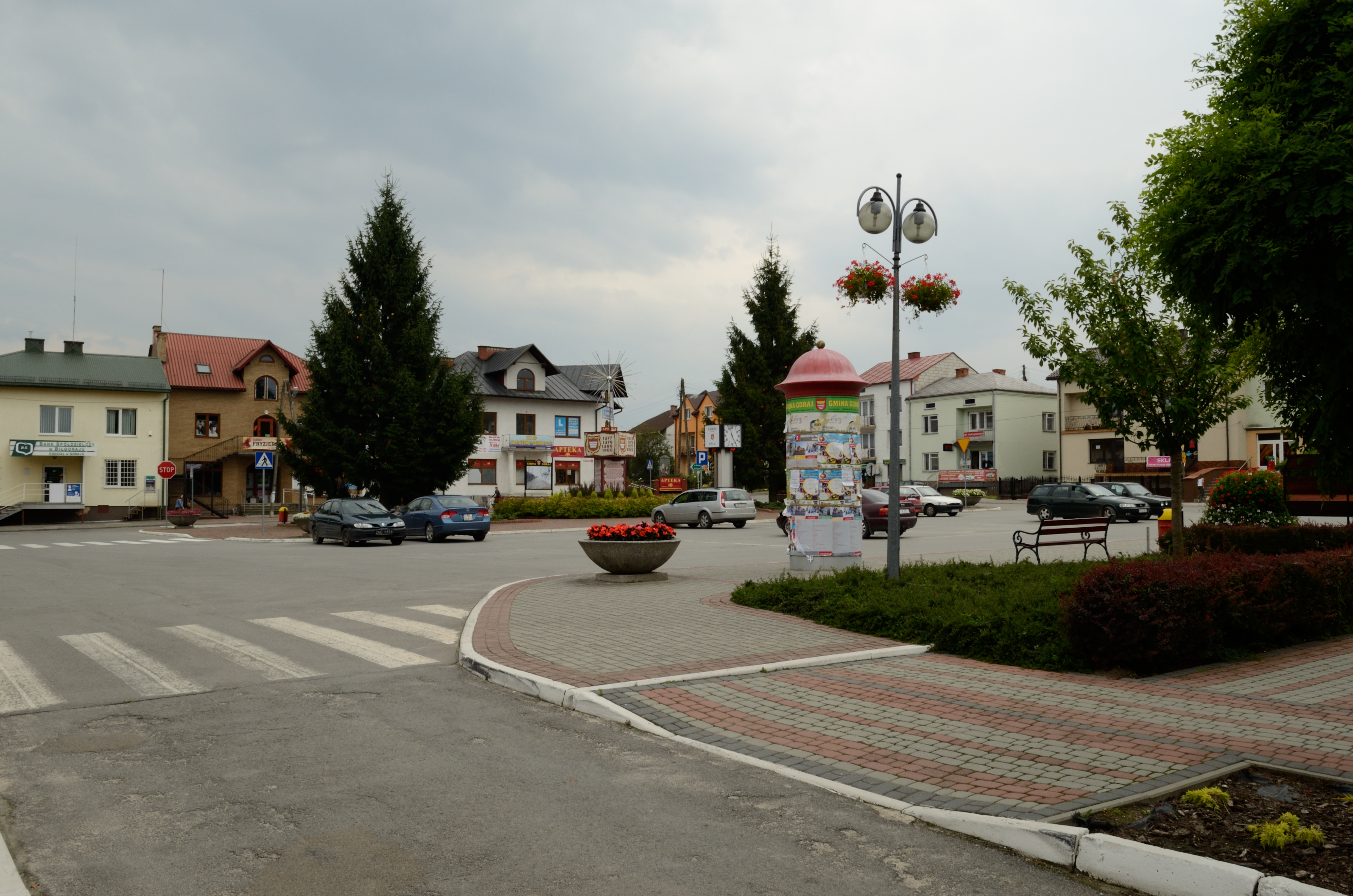
Praça principal

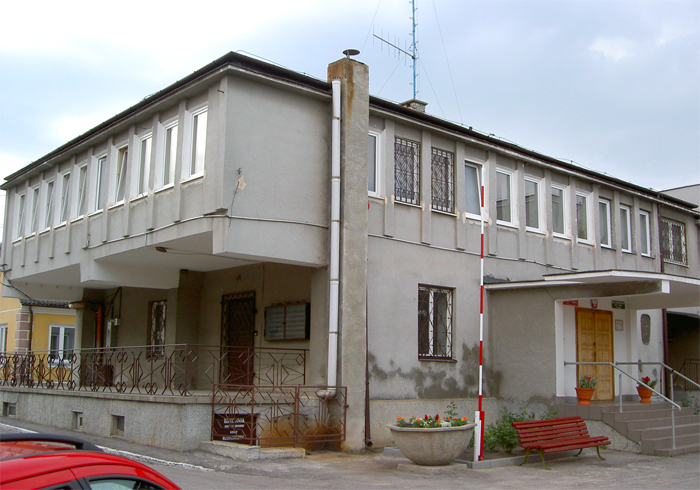
Prefeitura de Goraj

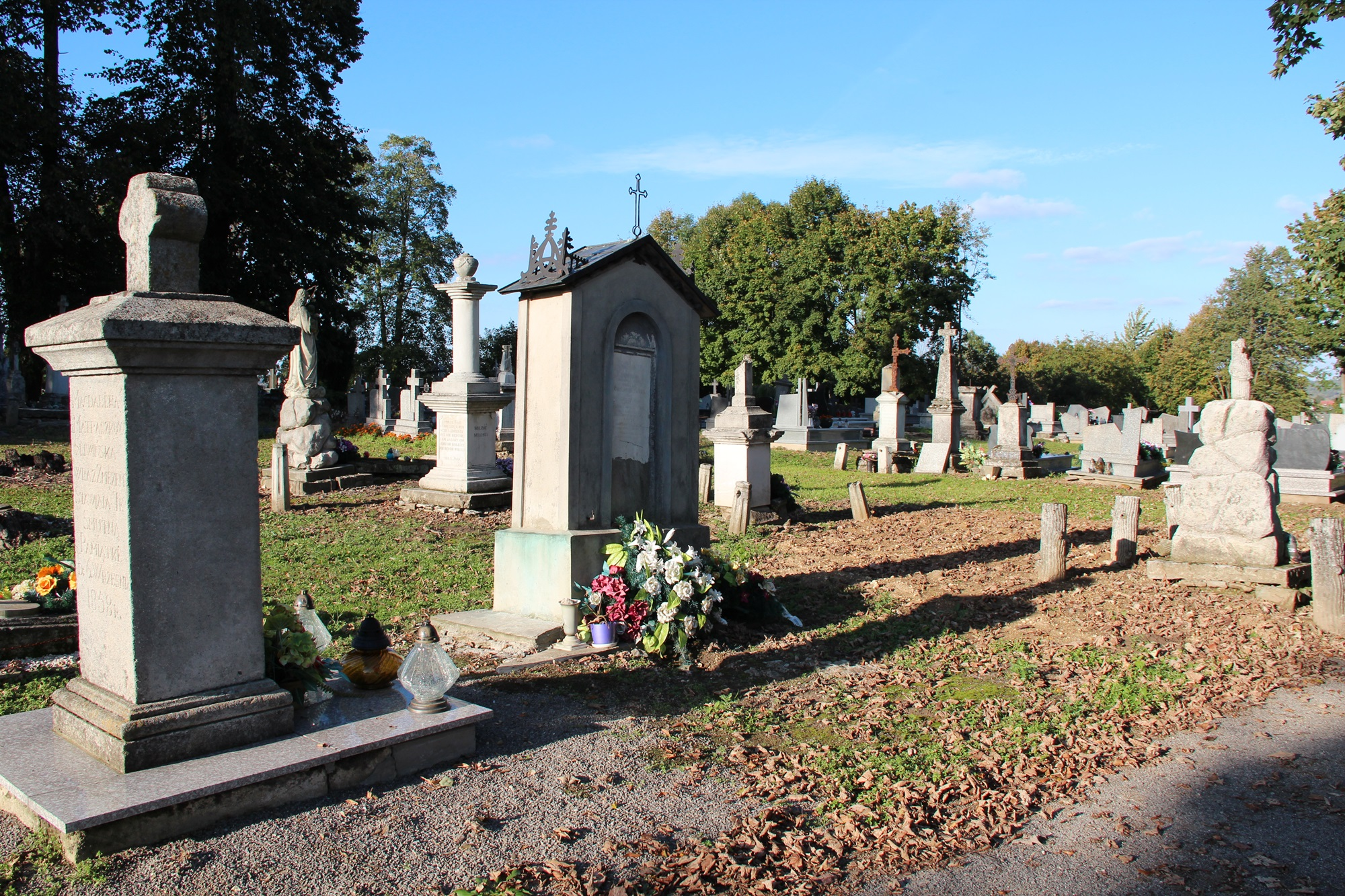
Lápides do século XIX no cemitério paroquial

Até hoje não se sabe exatamente as origens de Goraj. A fundação de Goraj está relacionada com a concessão de terras a Dymitro e Iwona de Klec em 1377 por Ludwik Węgierski, “castrum nostrum Goray alio Lada ... cum villis Lada, Radzięcin ...”. O Castelo de Goraj, também denominado Łada, devia ter uma base econômica em forma de concelho, que poderia ter sido o povoamento de Goraj, e não Łada, mencionado separadamente entre outras aldeias concedidas. O nome Goraj aparece antes, "Demetrio de Goray" está assinado no documento de Władysław Opolczyk de 1375 que concede a lei de Magdeburgo para a cidade de Jarosław. Assim, S. Arnold corretamente presume que a concessão ainda foi efetuada por Casimiro, o Grande, e Ludwik apenas a confirmou. A data da concessão a Goraj da lei de Magdeburgo como “oppidum” não é conhecida, e não é mencionada até 1405, mas já em 1379 a freguesia foi erigida, pelo que Goraj já devia ser uma vila nessa altura. Em fontes históricas, Dmitry com o sobrenome de “z Goraj” aparece já em 1373, portanto, pode-se presumir que Goraj recebeu privilégios de cidade. Embora o ano de 1398 seja algumas vezes mencionado como a data de concessão da lei de Magdeburgo a Goraj e os ancestrais de Dmitri com o sobrenome de “Goray” mencionados já em 1290, esta informação não foi confirmada nos materiais de origem. A entrega de Goraj a Dymitro foi confirmada por Ladislau II Jagelão em 1389.
Após a morte de Dmitri, Goraj permaneceu nas mãos da família Gorajski até 1508, quando a propriedade foi adquirida por Mikołaj Firlej de Dąbrowica, vendendo-a em 1517 para Wiktor Sienieński, este último em 1540, para Andrzej Górka, de quem Paweł Trojanowski as comprou do filho de Stanisław em 1579. Como proprietário de metade da propriedade de Goraj e plenipotenciário dos proprietários da outra metade pertencente aos irmãos Czarnkowski, por meio de um acordo de 1595, Trojanowski vendeu a propriedade de Goraj a Jan Zamoyski, que tomou posse dela em 1596 e a incorporou na ordenação. A partir dessa época, Goraj esteve permanentemente na posse de Zamość. Parece que nenhum membro da família Gorajski residia em Goraj, porque a propriedade foi herdada por outros numerosos herdeiros, listados nos atos de 1428, 1445, 1468, 1480, 1501. Ainda mais, os compradores estrangeiros subsequentes não moravam aqui. Goraj era governada por inquilinos que cuidavam principalmente de sua renda e essa também foi a causa do colapso total de um dos castelos mais antigos da região de Zamość. Dos escombros foi provavelmente erguido o solar do administrador da Portaria de Gora, que sobreviveu até 1615, quando foi construído um novo solar. As únicas memórias que restam do castelo são as do açude, “onde se ergue a quinta de Zagrody, sob os edifícios dessa mesma pedra e resquícios de cal saem em quantidades abundantes e de tamanho considerável”. Desde a posse da cidade por Stanisław Górka, vale a pena mencionar a congregação calvinista por ele fundada, que sobreviveu talvez até 1625.

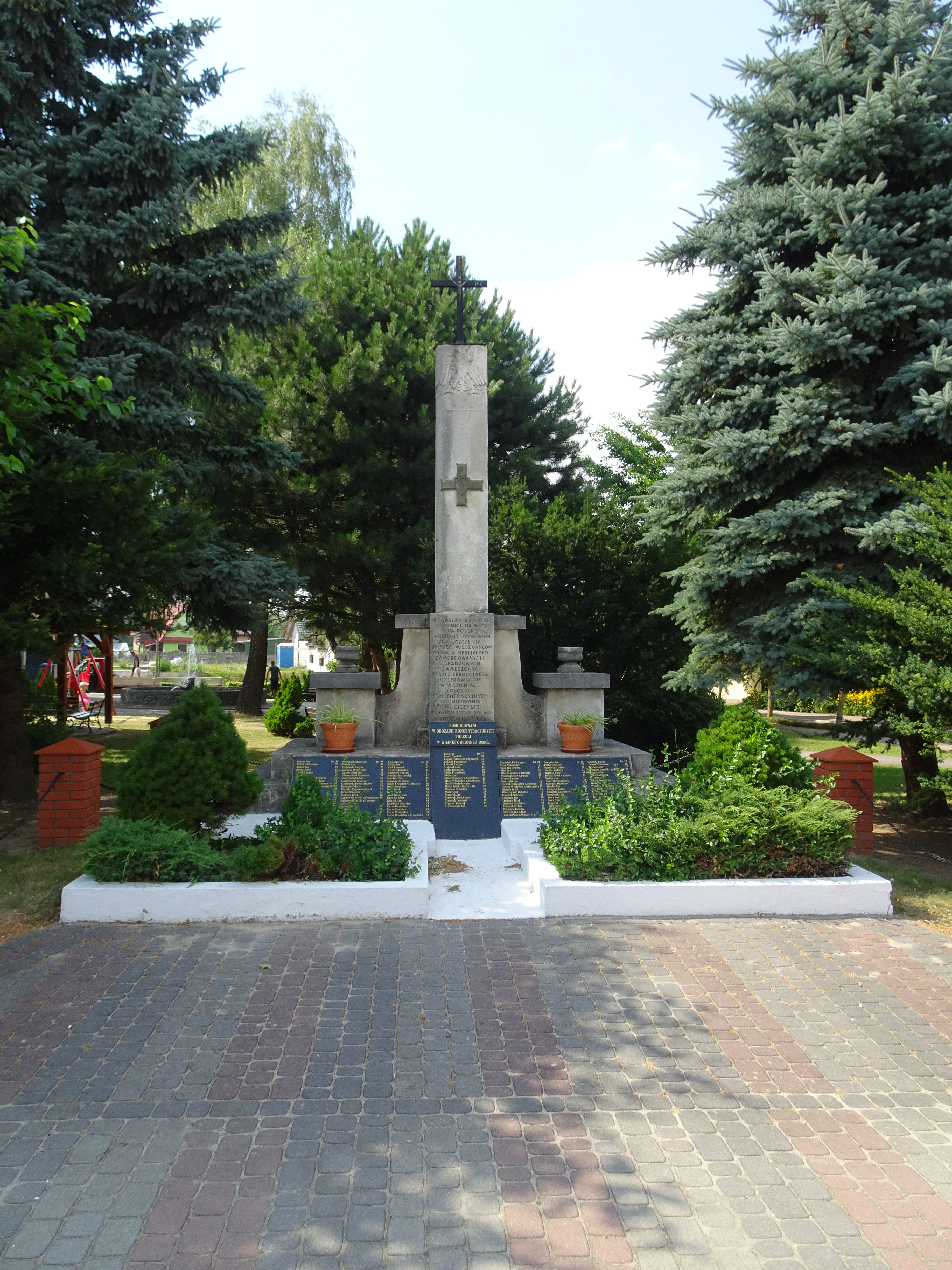
Monumento na praça principal

A paróquia de Goraj foi fundada em 1379 e foi então que Dmitri fundou a igreja de madeira de São Bartolomeu, alocando a vila de Branewka para seu fundo. Em 1520, uma nova igreja foi construída. Nessa época também havia uma velha capela em Goraj. A igreja de 1520 foi destruída com a capela pelos calvinistas em 1598. A terceira igreja foi destruída pelos suecos. A última igreja de madeira foi incendiada em 1780. Nos anos de 1779 a 1782, o então pastor e professor da Academia Zamość, padre Baltazar Dulewski ergueu a atual igreja de tijolos, que também pegou fogo em 1795, mas logo foi reconstruída. A sinagoga de tijolos, destruída pelos alemães durante a ocupação, data da primeira metade do século XVII, e reconstruída no final do século XVII após as guerras suecas.
Goraj era principalmente uma cidade artesanal. Já em 1566, uma guilda de tecelões foi estabelecida aqui, em 1637 uma guilda de peleteiros e em 1639 uma guilda de sapateiros. Com o tempo, até os confeccionistas alemães se estabeleceram aqui, tendo 25 oficinas em 1861. A indústria de tecelagem entrou em colapso durante a Primeira Guerra Mundial. Os prédios da cidade eram apenas de madeira, apenas a igreja e a sinagoga eram feitas de tijolos. A praça do mercado era cercada por casas de telhado de duas águas, uma casa de esquina, provavelmente uma pousada, ficava paralela à praça do mercado e tinha um telhado quebrado atípico. As casas em Goraj estavam entre as mais bonitas da região sul de Lublin. A maioria delas eram cobertas com altos telhados, mas em Goraj estavam representados quase todos os tipos de telhados: o mais numeroso era o de frontão, um telhado de duas águas com pequenas inclinações triangulares adicionais (chamadas frontões) colocadas diagonalmente na parte superior das paredes de duas águas; seguido pelo telhado quebrado polonês, um telhado de quatro águas, composto por duas partes com o mesmo ou muito semelhante ângulo de inclinação. As partes inferior e superior do telhado são separadas por uma pequena parede; o telhado de Cracóvia, uma variante do telhado quebrado polonês com um grande degrau (parede) entre as duas partes do telhado; telhado de mansarda, um telhado em que cada inclinação consiste em duas partes: a superior com menor ângulo de inclinação e a inferior − íngreme; telhado de meia empena, uma variação de um telhado de duas águas com um beiral largo colocado na parede de duas águas; telhado de quatro águas, com duas inclinações longitudinais opostas em forma de trapézio e duas inclinações laterais opostas em forma de triângulo; e o telhado de duas águas, com duas inclinações opostas conectadas na cumeeira. As arcadas na praça do mercado eram apoiadas em postes perfilados, a maioria das casas tinha portas frontais externas com fechamentos semicirculares de lintel. Estes edifícios foram incendiados durante a Primeira Guerra Mundial, e são conhecidos através de fotografias preservadas e descrições antigas. Apenas duas casas muito modestas com lintéis semicirculares sobreviveram até hoje: na rua Kościelna de 1795 e na rua Nadrzeczna do mesmo período.
O Castelo Goraj foi fundado em uma colina com vista para um grande lago adjacente ao sul, através do qual o rio Biała Łada fluía. Os prados pantanosos se estendiam a noroeste e, a leste, a área aumentava consideravelmente. As condições fisiográficas marcaram o local da base econômica do castelo - o pátio externo - localizado ao sul, conectado ao castelo por uma estrada que corria ao longo da margem do lago. A topografia delineou claramente a área da cidade em desenvolvimento e as possibilidades de sua expansão. Supondo que a emancipação da cidade tenha ocorrido em 1373, deve-se presumir que então um mercado quadrado com cantos voltados para as direções do mundo foi balizado. Atrás do canto norte, do lado do castelo, foi designado um local para uma igreja, que aqui foi erguida em 1379. As áreas, relativamente planas atrás do canto sul, destinavam-se a edifícios burgueses em um padrão xadrez. E isso basicamente esgotou as possibilidades de desenvolvimento do próprio organismo urbano. As pessoas que chegavam, tiveram que se estabelecer no lado leste do rio, atrás dos prados na aldeia chamada Zastawa, e no sul em Wólka Gorajska, mais tarde chamada Bononia. Apesar da destruição dos edifícios anteriores, o traçado urbano original de Goraj foi preservado até hoje.
Em 13 de janeiro de 1870, Goraj foi privada de seus direitos municipais e transformada em um assentamento. Na longa história de Goraj, existem selos com brasões: a partir de 1581 com o escudo de Górków e três selos posteriores com o escudo de Zamoyski, "Jelita". Goraj permaneceu na posse dos Górka por muito pouco tempo, já era uma vila, tal como era uma vila da família Zamoyski. Goraj obteve os direitos da cidade graças a Dmitri de Goraj, parece certo considerar o brasão de Dymitr "Korczak" como o brasão de Goraj.
Em outubro de 1943, os judeus de Goraj foram deportados para Frampol e de lá para o campo de extermínio em Bełżec.

## Monumentos históricos
- Igreja de São Bartolomeu Apóstolo em Goraj, de tijolos 1779–1782;[17]
- Campanário - portão e muro do cemitério da igreja de 1782;
- Duas casas de madeira: rua Kościelna 7 de 1795 e rua Janowska 24 do século XIX. (A casa na rua Kościelna 7 foi demolida em 2008)
- Memorial no cemitério judeu.

## Demografia
Com uma população de 879 habitantes, em dezembro de 2022, a cidade era a penúltima cidade menos populosa da voivodia de Lublin (depois de Józefów nad Wisłą).
Conforme os dados do Escritório Central de Estatística da Polônia (GUS) de 31 de dezembro de 2022, Goraj é uma cidade muito pequena com uma população de 879 habitantes (50.º lugar na voivodia de Lublin e 970.º na Polônia), tem uma área de 7,6 km² (41.º lugar na voivodia de Lublin e 707.º lugar na Polônia) e uma densidade populacional de 115 hab./km² (47.º lugar na voivodia de Lublin e 922.º lugar na Polônia). Nos anos 2002–2021, o número de habitantes diminuiu 10,8%.
Os habitantes de Goraj constituem cerca de 0,89% da população do condado de Biłgoraj, constituindo 0,04% da população da voivodia de Lublin.
| Descrição                         | Total      | Total   | Mulheres   | Mulheres | Homens     | Homens  |
| --------------------------------- | ---------- | ------- | ---------- | -------- | ---------- | ------- |
| unidade                           | habitantes | %       | habitantes | %        | habitantes | %       |
| população                         | 879        | 100     | 448        | 51,0     | 431        | 49,0    |
| superfície                        | 7,6 km²    | 7,6 km² | 7,6 km²    | 7,6 km²  | 7,6 km²    | 7,6 km² |
| densidade populacional (hab./km²) | 115        | 115     | 58,7       | 58,7     | 56,3       | 56,3    |

## Divisão administrativa
| Nome     | Tipo            |
| -------- | --------------- |
| Folwarki | parte da cidade |

## Cultura
Goraj, desde a época após as invasões de Bohdan Chmielnicki, foi uma cidade habitada por muitos judeus até 1943, a ação do romance de estreia de Isaac Bashevis Singer, Satã em Goraj (publicado em episódios nos anos 1933–1934 na revista literária Globus), ocorre em Goraj.

## Esportes
Em Goraj existe o Ludowy Klub Sportowy Metalowiec Goraj − um clube de futebol amador. Atualmente, a equipe sênior joga na classe distrital, grupo: Zamość.